# Sanok

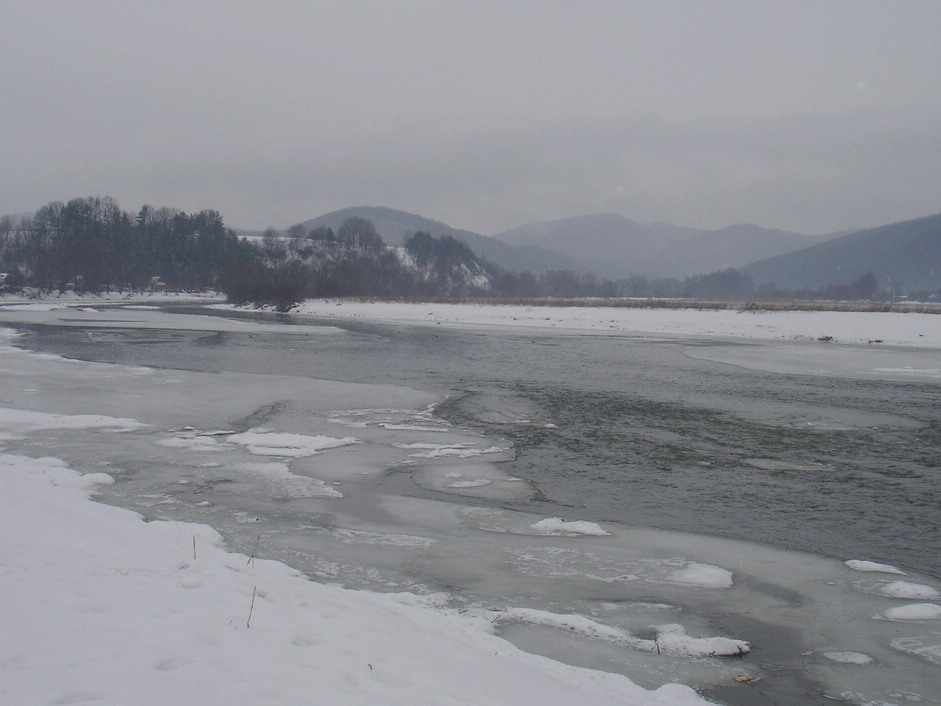
Sanok

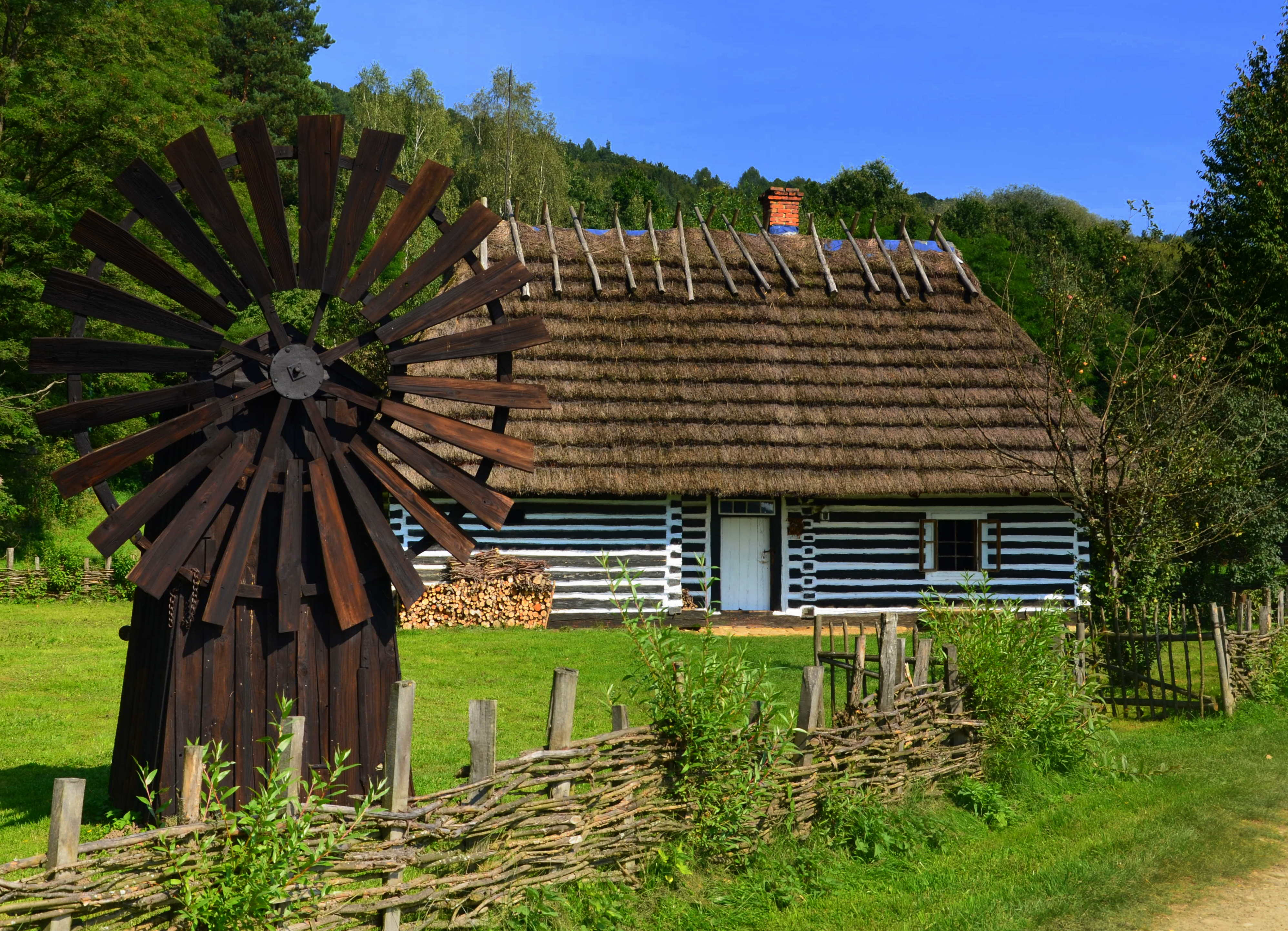
Sanok – Néprajzi múzeum

Sanok (latinul Sanocum ukránul Сянік) – 41 ezer lakosú (2005) város Lengyelország, a Kárpátaljai vajdaságban a San folyó partján fekszik.

## Fekvése
Sanok a San folyó partján fekszik, a folyó felső részén.  Szlovákiából a Duklai-hágón át közelíthető meg.
A Besszádok hegység kapuja fontos műemlékekkel a városban és környékén: Leskóban palota, Góry Słonne arborétum.
Fontos közlekedési csomópont –  nemzetközi DW 897 út határátkelés Szlovákia felé Palota és vasúti átrakó állomás Mezőlaborc.
A város közelében találhatók a Kárpátok északi nyúlványai, maga a város mégis síkvidék jellegű. Mindössze a várdomb emelkedik néhány tíz méterre a San fölé.
A San folyó fölött áll a sanoki vár. Gótikus stílusban épült, 1523 és 48 között reneszánsz stílusban átépítették. Ma itt van a sanoki Történelmi Múzeum, ahol megtekinthetjük Lengyelország legértékesebb ikongyűjteményét (kb. 700 db., a legrégibbek 15. századból származnak). Érdemes megtekinteni, az itt található, egyik legkiemelkedőbb lengyel kortárs festőművész, Zdzisław Beksiński-festménygyűjteményt.
Sanok és környékének különleges érdekessége az úgynevezett "Ikonok  Útvonala", amelyen haladva gyönyörű, régi, kis ortodox fatemplomokat láthatunk. Az útvonalat gyalog (különböző színjelzésű turista útvonalakon), kerékpáron és legújabban San folyón hajózva is meg lehet tenni.

## Története
- 981–985 – Nagy Vlagyimir háborút folytat a városért és beveszi azt. A püspökség székhelyét Vlagyimir-Volinszkijba viszik át.
- 1018 – Vitéz Boleszláv Sanokot újra Lengyelországhoz csatolja.
- 1031 – Sanokot ismét elfoglalja a Kijevi Rusz. A zsidó negyed kezdetei Sanokban.
- 1069 – Miután Merész Boleszláv elfoglalja a várost, néhány évre a monarchia fővárosa lesz.
- 1086–1344 – A város a Halics-Lodomériai fejedelemség uralma alatt, rövid ideig a fejedelemség fővárosa is.
- 1150 II. Géza háborút folytat a városért és beveszi azt. Sanok – Magyar Kapu.
- 1344 – III. Nagy Kázmér király végül Sanok az ún. Grody Czerwieńskievel (Vörösföld vagy czerwieńi városok) Lengyelországhoz csatolja az utolsó Trojdenovics uralkodó, Bolesław Jerzy Trojdenowicz[2][3] halála után, aki végrendeletében a lengyel uralkodókra hagyta. A latin szertartású Iván és Miklós püspököket közvetlenül az apostoli szék alá rendelik.
- 1772–1918 – szolgabírói járás (circulus), Galícia
- 1772 és 1809 között – Lengyelország harmadik felosztása után – Ausztria fennhatósága alatt állt. 1809–1815 között a Napóleon által kreált, formailag önálló Varsói Hercegséghez tartozott.  Az 1846 februárjában kitört galíciai felkelés leverése után Ausztria magához csatolta.
- Sanok az 1918-ban mielőtt az újjáalakult lengyel állam része lett, a Lemkó Köztársaság is kinyilvánította rá igényét[forrás?].
- 1939–1945 között a nemzetiszocialista Harmadik Birodalom által kialakított Lengyel Főkormányzóság (Generalgouvernement) része volt. 1945 óta ismét Lengyelországhoz tartozik.

## Gazdaság
A város legjelentősebb ipari üzeme az Autosan autóbuszgyára, melyet 1969-ben létesítettek.

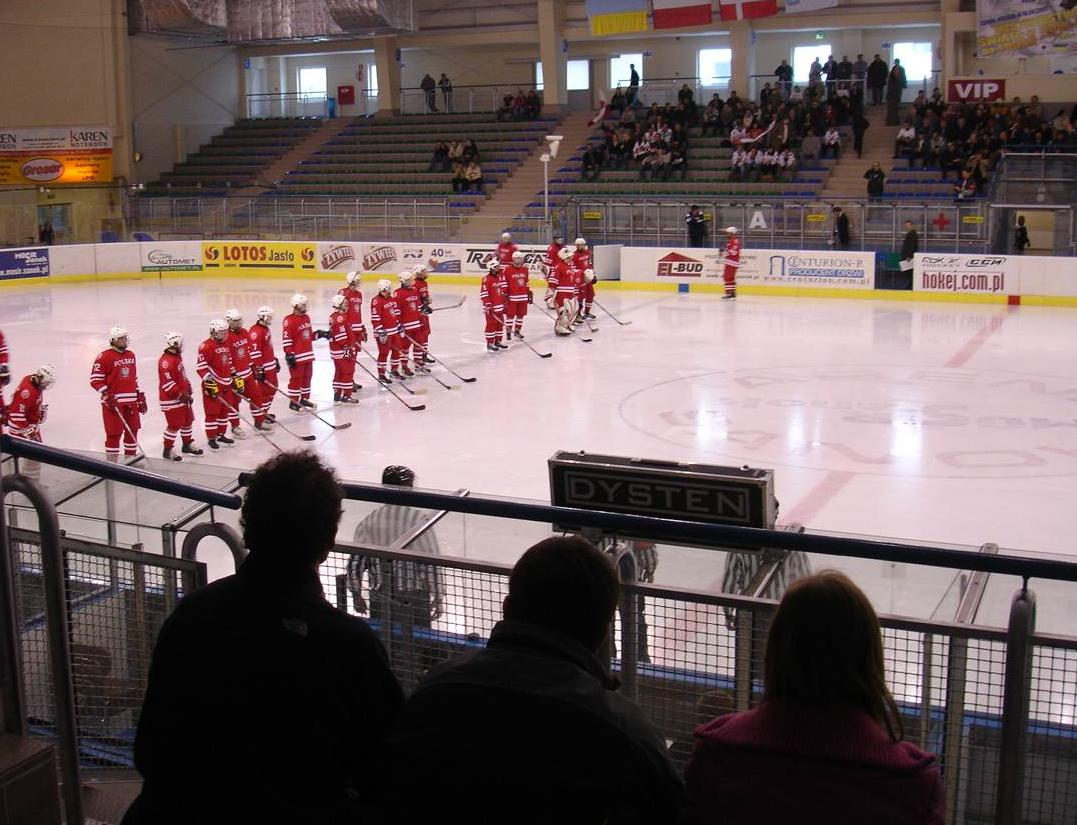
HK Sanok (hockey club)

## Sport
- E8 Hosszútávú Vándorút
- KH Sanok hockeyclub[4]

## Látnivalók
Ferences temploma és kolostora a 17. századból való, a 19. században átépítették. Az Úr Színeváltozása-templom (Kościół pw. Przemienienia Pańskiego) szintén 19. századi eredetű. Sétálóutcájában Švejk életnagyságú ülőszobra látható, orra már fényes a sok simogatástól. Szánoki Gergely (Grzegorz z Sanoka, 1406–1477) humanista költő emléktáblája a főtéren látható. Az Adam Mickiewiczről elnevezett városi park alatt áll Tadeusz Kościuszko szobra.

## Testvérváros
Magyarországi testvérvárosa Gyöngyös.

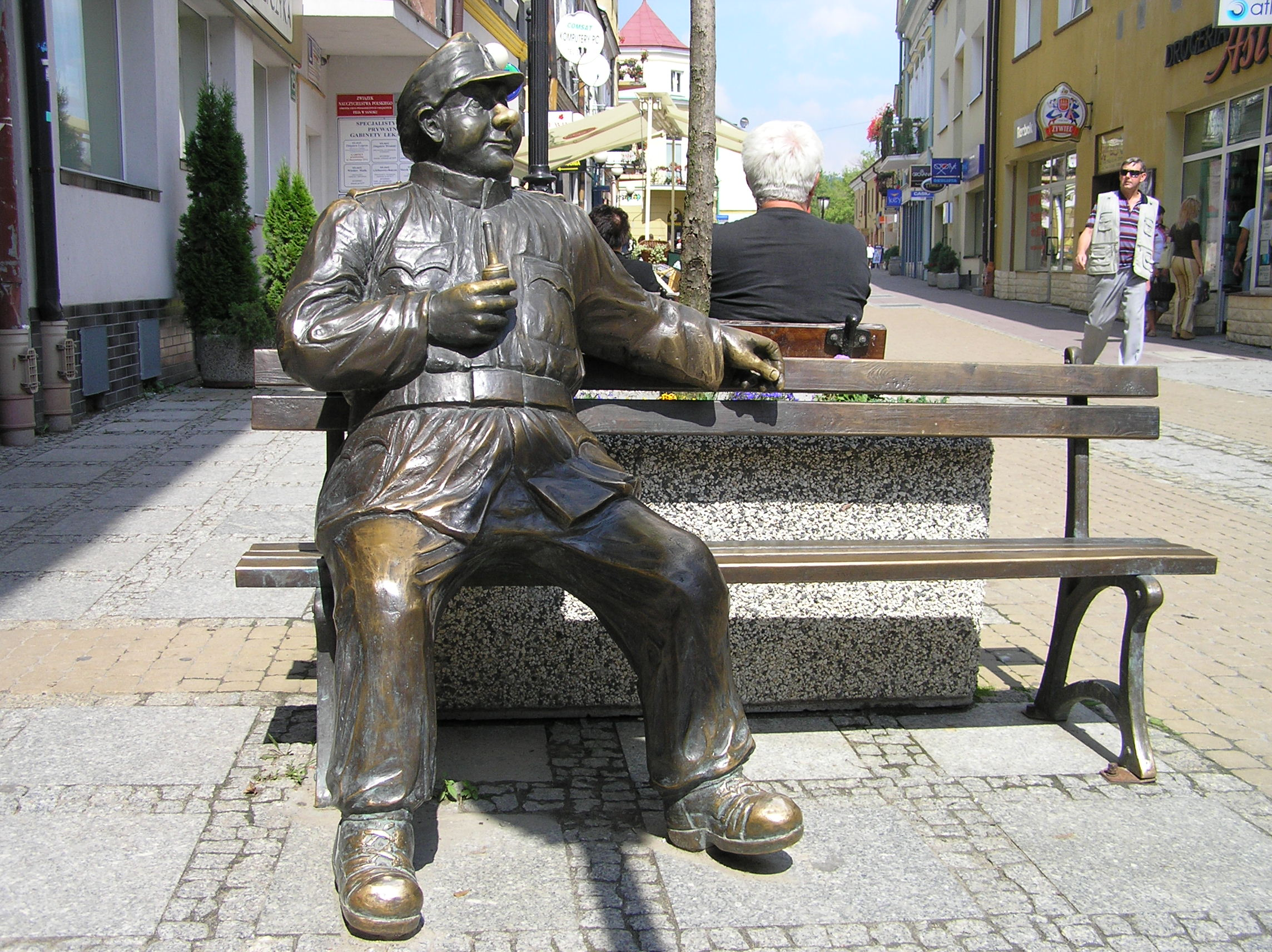
Švejk, a derék katona szobra a Sanoki pályaudvar szomszédságában. Az alkotó Adam Przybysz.

## Múzeumok
- Néprajzi Múzeum
- Várostörténeti Múzeum
- Beksinski Galéria

## Főiskolák
- Wyższa Szkoła im. Jana Grodka (Állami felsőfokú szakiskola) – együttműködés a Károly Róbert Főiskolával

## Díszpolgárok
| - Szánoki Gergely - Zygmunt Gorazdowski Sanok védőszentje - Jan Grodek - Zygmunt Kaczkowski - Benjamin Katz - Zdzisław Beksiński - Janusz Szuber - Andrzej Bobola - Adam Didur - Jan Gniewosz - Leon Getz - Ignacy Krasicki - Michał Leszczyński - Władysław Lisowski | - Marian Pankowski - Franciszek Prochaska - Julian Przyboś - Isidor Isaac Rabi - Kalman Segal - Józef Sitarz - Władysław Szulc - Kazimierz Świtalski - Adam Debicki von Wrocien (Budapest városparancsnoka 1914-ben) - Broncia Koller-Pinell - Feliks Kiryk - Adam Fastnacht - Zdzisław Peszkowski - Michał Walczak | - Adam Joachim Vetulani - Martin Dziuban - Meir Shapiro - Shlomo Halberstam - Marian Kruczek - Artur Andrus - Ryszard Wojna - Zygmunt Łempicki - Leszek Smoczkiewicz - Andrzej Marek - Orest Lenczyk - Tadeusz Tertil - Feliks Młynarski |

## Külső hivatkozások
- Sanok hivatalos honlapja
- Sanok fotógaléria
- Beksiński önmagáról
- Zdzisław Beksinski (1929 Sanok - 2005 Warszawa (Sanok))